# 萧子贞
蕭子贞（481年—495年8月1日），字云松，齊武帝蕭赜第十四子，母为谢昭仪。

## 母
谢昭仪，齊武帝的妃嫔，齊高帝建元三年（481年），生蕭子贞，齊武帝即位后，被封为昭仪。

## 生平
永明四年闰正月癸巳（486年2月20日），封邵陵王，師事王峻，以庾漪為記室。永明十年（492年），出任东中郎将、吴郡太守。永明十一年（493年），萧昭业即位，蕭子贞进号征虏将军。
建武二年六月壬戌（495年8月1日），蕭子贞被齐明帝萧鸞所杀，时年十五岁。

## 延伸阅读
[在维基数据编辑]
 《南齊書·卷40》，出自萧子显《南齊書》